# Supremacia quàntica
La supremacia quàntica és la capacitat d'un ordinador quàntic de dur a terme una tasca que no es pot fer en un termini raonable de temps amb ordinadors tradicionals, sigui quina sigui la utilitat de la tasca. Contrasta amb el concepte d'avantatge quàntic, que es refereix simplement a la capacitat d'un ordinador quàntic de dur a terme una tasca més ràpidament que un ordinador tradicional. Abasta des del disseny d'un ordinador quàntic potent fins a la tasca de teoria de la complexitat computacional consistent a trobar un problema que pugui ser resolt per aquest ordinador quàntic i una acceleració superpolinomial sobre l'algorisme clàssic més conegut o potent per a aquesta tasca.
L'octubre del 2019, una publicació a la revista Nature establí la validesa de la superació d'una etapa important en el càlcul quàntic i d'una certa forma de supremacia quàntica assolida per Google. Tanmateix, s'ha posat en dubte que sigui un cas de supremacia quàntica, car IBM hauria dut a terme el mateix càlcul amb un ordinador tradicional en dos dies i mig. Segons John Preskill, el seu equip d'IBM desenvolupà un algorisme clàssic i l'executà en Summit, un superordinador tradicional, fet que invalidaria el suposat èxit de Google.